# Indywidualne mistrzostwa Szkocji na żużlu
Indywidualne mistrzostwa Szkocji w sporcie żużlowym – rozgrywany corocznie cykl turniejów wyłaniających mistrza Szkocji.

## Historia
Historia rozgrywania zawodów sięga roku 1928. Inauguracyjne zawody rozegrano w dwóch klasach 350cc i 500cc. Od roku 1929 zawody są rozgrywane jedynie w klasie 500cc.
W latach 1928–1945 zawody były rozgrywane jako indywidualne mistrzostwa Szkocji (ang. Scottish Championship), w latach 1949–1954 jako mistrzostwa szkockich żużlowców (ang. Scottish Riders’ Championship), tj. zawodników rywalizujących w szkockich klubach: Ashfield Giants, Edinburgh Monarchs, Glasgow Tigers, Lanakshire Eagles i Newtongrange Saints. Od 1959 zawody rozgrywane są jako otwarte indywidualne mistrzostwa Szkocji (ang. Scottish Open).
Od 1988 roku zwycięzca zawodów otrzymuje trofeum memoriałowe im. Jacka Younga, australijskiego żużlowca, który trzykrotnie wygrał zawody w latach 1949–1951, a w latach 1951 i 1952 wywalczył tytuł indywidualnego mistrza świata. Pierwszy tytuł czempiona globu Australijczyk zdobył będąc zawodnikiem Edinburgh Monarchs.

## Podium mistrzostw Szkocji
| Rok                                                             | Miejsce                                       | 1. miejsce                                    | 2. miejsce                                    | 3. miejsce                                    | Źr.    |
| --------------------------------------------------------------- | --------------------------------------------- | --------------------------------------------- | --------------------------------------------- | --------------------------------------------- | ------ |
| 1928                                                            | Marine Gardens, Edynburg                      | Drew McQueen klasa 350 cm³                    | George Cummings                               | –                                             | [ 1 ]  |
| 1928                                                            | Marine Gardens, Edynburg                      | Jimmy Valentine                               | Drew McQueen                                  | Ivor Creek                                    | [ 1 ]  |
| 1929                                                            | Marine Gardens, Edynburg                      | Drew McQueen                                  | Billy Golloway                                | Ned Kelly                                     | [ 2 ]  |
| 1930                                                            | Marine Gardens, Edynburg                      | Harry Whitfield                               | Stan Catlett                                  | Syd Parsons                                   | [ 3 ]  |
| W latach 1931–1937 mistrzostw nie rozgrywano.                   | W latach 1931–1937 mistrzostw nie rozgrywano. | W latach 1931–1937 mistrzostw nie rozgrywano. | W latach 1931–1937 mistrzostw nie rozgrywano. | W latach 1931–1937 mistrzostw nie rozgrywano. | [ 4 ]  |
| 1938                                                            | Marine Gardens, Edynburg                      | Bluey Wilkinson                               | Tommy Croombs                                 | Tiger Stevenson                               | [ 5 ]  |
| 1939                                                            | Marine Gardens, Edynburg                      | Wilbur Lamoreaux                              | Oliver Hart                                   | Eric Langton                                  | [ 6 ]  |
| W czasie II wojny światowej (1940-1944) zawodów nie rozgrywano. |                                               |                                               |                                               |                                               |        |
| 1945                                                            | White City Stadium, Glasgow                   | Ron Johnson                                   | Bill Kitchen                                  | Eric Chitty                                   | [ 7 ]  |
| W latach 1946–1948 mistrzostw nie rozgrywano.                   |                                               |                                               |                                               |                                               |        |
| 1949                                                            | Old Meadowbank, Edynburg                      | Jack Young                                    | Ken Le Breton                                 | Dick Campbell                                 | [ 8 ]  |
| 1950                                                            | Old Meadowbank, Edynburg                      | Jack Young                                    | Dick Campbell                                 | Don Cuppleditch                               | [ 9 ]  |
| 1951                                                            | Old Meadowbank, Edynburg                      | Jack Young                                    | Tommy Miller                                  | Gordon McGregor                               | [ 10 ] |
| 1952                                                            | Old Meadowbank, Edynburg                      | Dick Campbell                                 | Tommy Miller                                  | Noel Watson                                   | [ 11 ] |
| 1953                                                            | Old Meadowbank, Edynburg                      | Tommy Miller                                  | Don Cuppleditch                               | Bob Mark                                      | [ 12 ] |
| 1954                                                            | Old Meadowbank, Edynburg                      | Tommy Miller                                  | Dick Campbell                                 | Don Cuppleditch                               | [ 13 ] |
| W latach 1955–1959 mistrzostw nie rozgrywano.                   | W latach 1955–1959 mistrzostw nie rozgrywano. | W latach 1955–1959 mistrzostw nie rozgrywano. | W latach 1955–1959 mistrzostw nie rozgrywano. | W latach 1955–1959 mistrzostw nie rozgrywano. | [ 4 ]  |
| 1960                                                            | Old Meadowbank, Edynburg                      | Douglas Templeton                             | Reg Luckhurst                                 | Brian Collins                                 | [ 14 ] |
| 1961                                                            | Old Meadowbank, Edynburg                      | Trevor Redmond                                | Dick Campbell                                 | Douglas Templeton                             | [ 15 ] |
| 1962                                                            | Old Meadowbank, Edynburg                      | Douglas Templeton                             | Eric Boothroyd                                | Trevor Redmond                                | [ 16 ] |
| 1963                                                            | Old Meadowbank, Edynburg                      | Maurice Mattingley                            | George Hunter                                 | Eric Boocock                                  | [ 17 ] |
| 1964                                                            | Old Meadowbank, Edynburg                      | George Hunter                                 | Charlie Monk                                  | Ivan Mauger                                   | [ 18 ] |
| 1965                                                            | Old Meadowbank, Edynburg                      | Arne Pander                                   | George Hunter                                 | Ivan Mauger                                   | [ 19 ] |
| 1966                                                            | Old Meadowbank, Edynburg                      | Bill Landels                                  | Charlie Monk                                  | Ivan Mauger                                   | [ 20 ] |
| 1967                                                            | Old Meadowbank, Edynburg                      | Barry Briggs                                  | Ray Wilson                                    | Bernt Persson                                 | [ 20 ] |
| 1968                                                            | Cliftonhill, Coatbridge                       | Martin Ashby                                  | Charlie Monk                                  | Reidar Eide                                   |        |
| 1969                                                            | Cliftonhill, Coatbridge                       | Reidar Eide                                   | Ole Olsen                                     | Ray Wilson                                    |        |
| 1970                                                            | Hampden Park, Glasgow                         | Ivan Mauger                                   | Reidar Eide                                   | Olle Nygren                                   |        |
| 1971                                                            | Hampden Park, Glasgow                         | Ivan Mauger                                   |                                               |                                               |        |
| 1972                                                            | Hampden Park, Glasgow                         | Ivan Mauger                                   |                                               |                                               |        |
| 1973                                                            | Cliftonhill, Coatbridge                       | Ivan Mauger                                   |                                               |                                               |        |
| W 1974 roku mistrzostw nie rozegrano.                           | W 1974 roku mistrzostw nie rozegrano.         | W 1974 roku mistrzostw nie rozegrano.         | W 1974 roku mistrzostw nie rozegrano.         | W 1974 roku mistrzostw nie rozegrano.         | [ 4 ]  |
| 1975                                                            | Cliftonhill, Coatbridge                       | Brian Collins                                 |                                               |                                               |        |
| 1976                                                            | Cliftonhill, Coatbridge                       | Peter Collins                                 |                                               |                                               |        |
| 1977                                                            | Saracen Park, Blantyre                        | Bert Harkins                                  |                                               |                                               |        |
| W latach 1978–1980 mistrzostw nie rozgrywano.                   | W latach 1978–1980 mistrzostw nie rozgrywano. | W latach 1978–1980 mistrzostw nie rozgrywano. | W latach 1978–1980 mistrzostw nie rozgrywano. | W latach 1978–1980 mistrzostw nie rozgrywano. | [ 4 ]  |
| 1981                                                            | Powderhall Stadium, Edynburg                  | Wayne Brown                                   | Bobby Beaton                                  | Les Collins                                   |        |
| W 1982 roku mistrzostw nie rozegrano.                           | W 1982 roku mistrzostw nie rozegrano.         | W 1982 roku mistrzostw nie rozegrano.         | W 1982 roku mistrzostw nie rozegrano.         | W 1982 roku mistrzostw nie rozegrano.         | [ 4 ]  |
| 1983                                                            | Powderhall Stadium, Edynburg                  | Phil Collins                                  |                                               |                                               |        |
| 1984                                                            | Powderhall Stadium, Edynburg                  | Mitch Shirra                                  |                                               |                                               |        |
| 1985                                                            | Powderhall Stadium, Edynburg                  | Jamie Luckhurst                               | Jim McMillan                                  | Gary Havelock                                 |        |
| 1986                                                            | Powderhall Stadium, Edynburg                  | Les Collins                                   | Steve Schofield                               | Martin Dixon                                  |        |
| 1987                                                            | Powderhall Stadium, Edynburg                  | Neville Tatum                                 | Steve Lawson                                  | Les Collins                                   |        |
| 1988                                                            | Powderhall Stadium, Edynburg                  | Steve Lawson                                  | Les Collins                                   | Kenny McKinna                                 |        |
| 1989                                                            | Powderhall Stadium, Edynburg                  | Todd Wiltshire                                | Kenny McKinna                                 | Brett Saunders                                |        |
| W 1990 roku mistrzostw nie rozegrano.                           | W 1990 roku mistrzostw nie rozegrano.         | W 1990 roku mistrzostw nie rozegrano.         | W 1990 roku mistrzostw nie rozegrano.         | W 1990 roku mistrzostw nie rozegrano.         | [ 4 ]  |
| 1991                                                            | Powderhall Stadium, Edynburg                  | Greg Hancock                                  | Les Collins                                   | David Bargh                                   |        |
| 1992                                                            | Powderhall Stadium, Edynburg                  | Greg Hancock                                  | Michael Coles                                 | David Bargh                                   |        |
| 1993                                                            | Powderhall Stadium, Edynburg                  | Michael Coles                                 | Kenny McKinna                                 | Mick Powell                                   |        |
| 1994                                                            | Powderhall Stadium, Edynburg                  | Ben Howe                                      | Kenny McKinna                                 | David Walsh                                   | [ 21 ] |
| 1995                                                            | Powderhall Stadium, Edynburg                  | Bobby Ott                                     | David Walsh                                   | Mike Faria                                    | [ 22 ] |
| 1996                                                            | Shawfield Stadium, Glasgow                    | Shane Parker                                  | Chris Manchester                              | Mike Faria                                    |        |
| 1997                                                            | Armadale Stadium, Armadale                    | Peter Carr                                    | Richard Juul                                  | Peter Scully                                  |        |
| 1998                                                            | Armadale Stadium, Armadale                    | Frede Schott                                  | Carl Stonehewer                               | James Grieves                                 |        |
| 1999                                                            | Armadale Stadium, Armadale                    | Peter Carr                                    | Carl Stonehewer                               | David Walsh                                   |        |
| 2000                                                            | Armadale Stadium, Armadale                    | Peter Carr                                    | Ray Morton                                    | Robert Eriksson                               |        |
| 2001                                                            | Armadale Stadium, Armadale                    | Andre Compton                                 | Frede Schott                                  | Jan Anderson                                  |        |
| 2002                                                            | Armadale Stadium, Armadale                    | Peter Carr                                    | Jesper Bruun Monberg                          | David Howe                                    |        |
| 2003                                                            | Armadale Stadium, Armadale                    | Sam Ermolenko                                 | Carl Stonehewer                               | Kevin Little                                  |        |
| 2004                                                            | Armadale Stadium, Armadale                    | Rory Schlein                                  | David Howe                                    | Shane Parker                                  |        |
| 2005                                                            | Armadale Stadium, Armadale                    | David Howe                                    | Theo Pijper                                   | Jiří Štancl                                   | [ 23 ] |
| 2006                                                            | Armadale Stadium, Armadale                    | Stanisław Burza                               | Jason Lyons                                   | Andre Compton                                 | [ 24 ] |
| 2007                                                            | Armadale Stadium, Armadale                    | Daniel Nermark                                | Kevin Doolan                                  | Tai Woffinden                                 | [ 25 ] |
| 2008                                                            | Armadale Stadium, Armadale                    | Rory Schlein                                  | Joe Screen                                    | Travis McGowan                                | [ 26 ] |
| 2009                                                            | Armadale Stadium, Armadale                    | James Wright                                  | Ryan Fisher                                   | Andre Compton                                 | [ 27 ] |
| 2010                                                            | Armadale Stadium, Armadale                    | Josef Franc                                   | Oliver Allen                                  | Andrew Tully                                  | [ 28 ] |
| 2011                                                            | Armadale Stadium, Armadale                    | Rory Schlein                                  | Kevin Wölbert                                 | Craig Cook                                    | [ 29 ] |
| 2012                                                            | Armadale Stadium, Armadale                    | Andrew Tully                                  | Oliver Allen                                  | James Grieves                                 | [ 30 ] |
| 2013                                                            | Armadale Stadium, Armadale                    | Craig Cook                                    | Patrick Hougaard                              | Theo Pijper                                   | [ 31 ] |
| 2014                                                            | Armadale Stadium, Armadale                    | Sam Masters                                   | Craig Cook                                    | Ulrich Østergaard                             | [ 32 ] |
| W latach 2015–2016 mistrzostw nie rozgrywano.                   |                                               |                                               |                                               |                                               |        |
| 2017                                                            | Armadale Stadium, Armadale                    | Justin Sedgmen                                | Ricky Wells                                   | Erik Riss                                     | [ 33 ] |
| 2018                                                            | Armadale Stadium, Armadale                    | Rory Schlein                                  | Ricky Wells                                   | Richie Worrall                                | [ 34 ] |
| 2019                                                            | Armadale Stadium, Armadale                    | Richie Worrall                                | Rory Schlein                                  | Kevin Doolan                                  | [ 35 ] |
| W latach 2020–2021 mistrzostw nie rozgrywano.                   |                                               |                                               |                                               |                                               |        |
| 2022                                                            | Armadale Stadium, Armadale                    |                                               |                                               |                                               | [ 36 ] |